# Julio Cavestany de Anduaga
Julio Cavestany de Anduaga (Madrid, 1883 - Madrid, 1965) fue un historiador del Arte, notable especialmente por su labor de valorización del bodegón español.

## Carrera profesional
Julio Cavestany de Anduaga estudió Historia de España e Historia del arte. Trabajó para el Patronato Nacional de Turismo y, en esta función, se hizo cargo de la reorganización del Museo de Burgos. Diseñó el pabellón de turismo para la Exposición Iberoamericana de Sevilla en 1929. En 1935, supervisó la reconstrucción de la casa donde Lope de Vega había pasado los últimos años de su vida. En el mismo año organizó la exposición Floreros y bodegones en la pintura española, que fue la primera gran y significativa exposición monográfica sobre los bodegones españoles. Esta exposición fue decisiva para la valorización del bodegón español y, concretamente, para artistas como Juan van der Hamen hasta la década de 1960. Debido a la Guerra civil, el catálogo de la exposición no fue publicado hasta 1940. En 1941, Julio Cavestany se convirtió en miembro de la Real Academia de Bellas Artes de San Fernando de Madrid. Desde 1951 fue miembro del Consejo de Administración del Museo del Prado. En 1952 se convirtió en director del Museo de Arte Moderno, en cuyo consejo de administración ascendió más tarde y que posteriormente se fusionó con el Museo del Prado. Dos años más tarde se convirtió en presidente de la Sociedad Española de Amigos del Arte.

## Algunas publicaciones
- 1930: El retrato de fray Alonso de San Vitores pintado por fray Juan Andrés Ricci y otras obras burgalesas del Fraile artista y tratadista.
- 1935, junto a Pedro Muguruza y Francisco Javier Sánchez Cantón: La Casa de Lope de Vega.
- 1940, junto a Enrique Lafuente Ferrari: Floreros y bodegones en la pintura española.
- 1951: La Infanta Isabel y la Sociedad Española de Amigos del Arte.
- 1955: El pintor Manuel García Hispaleto.

## Traducción
- Esta obra contiene una traducción total derivada de «Julio Cavestany de Anduaga» de Wikipedia en alemán, concretamente de esta versión del 09 de noviembre de 2021, publicada por sus editores bajo la Licencia de documentación libre de GNU y la Licencia Creative Commons Atribución-CompartirIgual 4.0 Internacional.

- Datos: Q1341202